# Afrosternophorus ceylonicus
Afrosternophorus ceylonicus es una especie de arácnido del orden Pseudoscorpionida de la familia Sternophoridae.

## Distribución geográfica
Se encuentra en la India y en Sri Lanka.